# 雷牙
『雷牙』（らいが）は、テクモより1991年に発売されたアーケード用のシューティングゲーム。
家庭用は2005年にXboxで発売された『テクモクラシックアーケード』に収録されたほか、2023年にアーケードアーカイブスの1作品としてPlayStation 4版とNintendo Switch版が配信。

## 概要
8方向レバー、2ボタン（ショット、方向転換）で自機「MB-OG」の操作を行う。方向転換ボタンを押すと自機の左右の向きが変わる。武器はメイン系、サブ系、ガード系の3種類（後述）があり、敵を倒しながら進んでいく。全6ステージ×2周を合わせると全12ステージとなっている。
タイトルの由来は、セイブ開発の『雷電』とデータイーストの『空牙』にあやかっている。ロケテスト時には『エアランドバトル』というタイトルであったが、発売時に営業からの要請で『雷牙』に変更された。
音楽はメタルユーキ（斎藤幹雄）が担当しており、本作5面の曲「Dog Fight II」は『スーパースターフォース 時空暦の秘密』0316年・0001年の曲「Dog Fight」のアレンジとなっている。さらに後にメタルユーキはコナミ（→コナミデジタルエンタテインメント）に移籍するが、移籍後の第1作となる『サンダークロスII』では本作からの効果音の流用も行われている。また曲も本作3面の曲「Kartus」が『サンダークロスII』ステージ2の曲「Kartus Part2」として、「Dog Fight II」が『サンダークロスII』ステージ4の曲「Dog Fight III」としてアレンジされ使用されている（正確にはリアレンジではなく、「曲のコンセプトが一緒なので、同タイトルにナンバリングした」とのこと）。

### 武器
メイン系
- イオンランチャー - 前方に直進する。連射がきき威力も高い。
- バーティカル - 前と上下垂直方向の計三方向に発射する。2連射までしか出来ない。
- ショットガン - 前方三方向に発射する。イオンランチャーとバーティカルの中間と言える。

サブ系
- ホーミングミサイル - 自動的に敵を追尾するミサイルを同時に二発発射する。威力は低い。
- ボマー - 下方向に爆弾を投下する。爆風にも攻撃判定がある。威力は高いが使いどころが難しい。

ガード系
いわゆるオプション。人形ロボットが自機をサポートしてくれる。最大二機まで。以下の三種類がある。
- ビームライフル - 進行方向90度に存在する敵を自動的にロックオンして攻撃する。
- ブラスター - 自機に追随して動き、前方に攻撃する。
- ソリッドシューター - 前方に攻撃する。近距離に敵がいる場合はサーベルを振って攻撃する。

### パワーアップアイテム
- スピードアップ - 自機の速度が上がる。
- シールドエネルギーカプセル - 三個取得するとシールドを展開する。耐久力は三発。
- エクステンド - 残り自機数が一つ増える。

## 移植版
| No. | タイトル                   | 発売日         | 対応機種                      | 開発元 | 発売元     | メディア                              | 備考 | 出典                    |
| --- | -------------------------- | -------------- | ----------------------------- | ------ | ---------- | ------------------------------------- | ---- | ----------------------- |
| 1   | テクモクラシックアーケード | 2005年10月27日 | Xbox                          | テクモ | テクモ     | DVD-ROM                               | -    | -                       |
| 2   | 雷牙                       | 2023年7月13日  | PlayStation 4 Nintendo Switch | テクモ | ハムスター | ダウンロード (アーケードアーカイブス) | -    | [ 2 ] [ 3 ] [ 4 ] [ 5 ] |

アーケードアーカイブス版
「こだわり設定」にてゲームスピードの調整、1P側のコントローラーで2P側の機体が使用できるよう機体の切り替えといった事ができる。CARAVAN MODEは「1周目ステージ1から開始」と「2周目ステージ6から開始」の2種類が存在する。
タイトル画面で以下の隠しコマンドを入力することでBGMを再生できる。
↑→↓←&【OPTIONSボタン(PS4)】or【+/-ボタン(Nintendo Switch)】